# Symmachia aconia
Symmachia aconia är en fjärilsart som beskrevs av William Chapman Hewitson 1875. Symmachia aconia ingår i släktet Symmachia och familjen Riodinidae. Inga underarter finns listade i Catalogue of Life.

## Bildgalleri

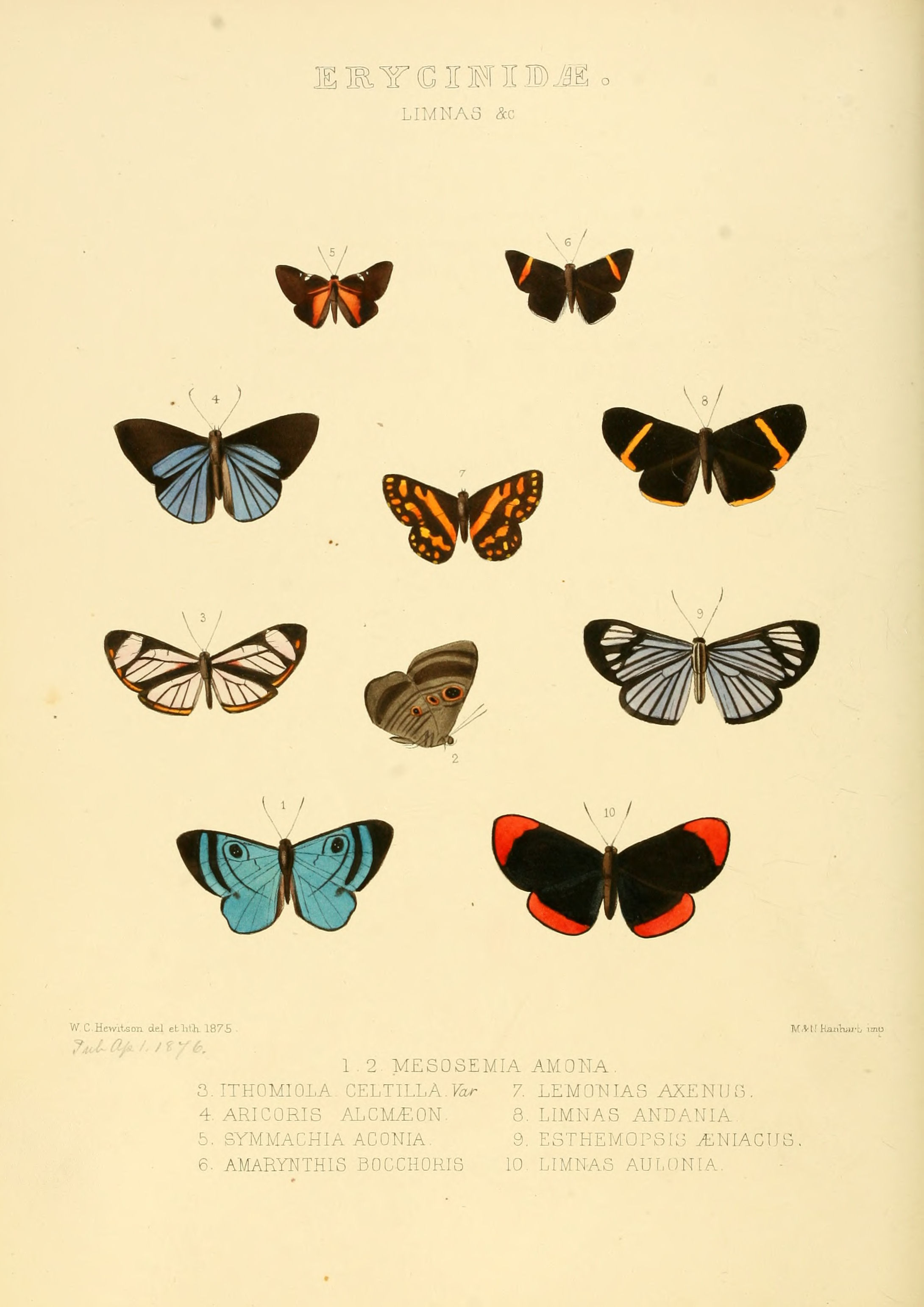